# Tetrachord
In de muziektheorie  is een tetrachord (Oudgrieks: τετράχορδονις (tetrechordonis), vier snaren, tonen) oorspronkelijk een reeks van drie intervallen die samen een natuurreine kwart, dus met verhouding 3:4, vormen. In de tegenwoordige betekenis is een tetrachord elke opeenvolging van vier tonen in een toonladder.
Hoewel ook de oude Grieken het octaaf als een van de belangrijkste intervallen zagen, beschouwden zij een tetrachord als fundamenteler en dachten zij een octaaf opgebouwd uit twee tetrachorden met daartussen een hele toonafstand. Zij onderscheidden drie soorten (genera) tetrachorden, gekenmerkt door de grootste van de drie intervallen. Het zijn het diatonische, het chromatische en het enharmonische tetrachord.
Men kan een toonladder verdelen in twee groepen van elk vier tonen, waarbij aan de voorwaarde moet worden voldaan dat deze twee tetrachorden 'gelijk' gebouwd zijn, dat wil zeggen: dat elk een gelijke wijze van opvolging laat zien.
De reeks C-D-E-F-G-A-B-C kan als volgt in twee tetrachorden verdeeld worden:
- Eerste tetrachord: C (1) D (1) E (1/2) F
- Tweede tetrachord: G (1) A (1) B (1/2) C

De beide tetrachorden worden door een hele toonafstand gescheiden. Als de beide tetrachorden door een hele toon van elkaar worden gescheiden, spreekt men van disjuncte tetrachorden.  Als de laatste noot van het ene tetrachord de eerste van het andere is, spreekt men van conjuncte tetrachorden.
Doordat men bij het aanschouwen van één tetrachord niet kan bepalen of de groep tonen het eerste of het tweede tetrachord van een toonladder vormt, kan een tetrachord op zichzelf zowel het begin als het eind van een toonladder voorstellen.
Door het opeenstapelen van tetrachorden komt men langs de kwintencirkel heen tot de vorming van alle toonladders, waarbij er telkens één kruis toegevoegd wordt.